# Pern (Frankrijk)
Pern is een voormalige gemeente in het Franse departement Lot (in de regio Occitanie en telt 401 inwoners (2005). De plaats maakt deel uit van het arrondissement Cahors.

## Geschiedenis
Pern is op 1 januari 2025 gefuseerd met de gemeente Lhospitalet tot de gemeente Pern-Lhospitalet.

## Geografie
De oppervlakte van Pern bedraagt 25,2 km², de bevolkingsdichtheid is 15,9 inwoners per km².

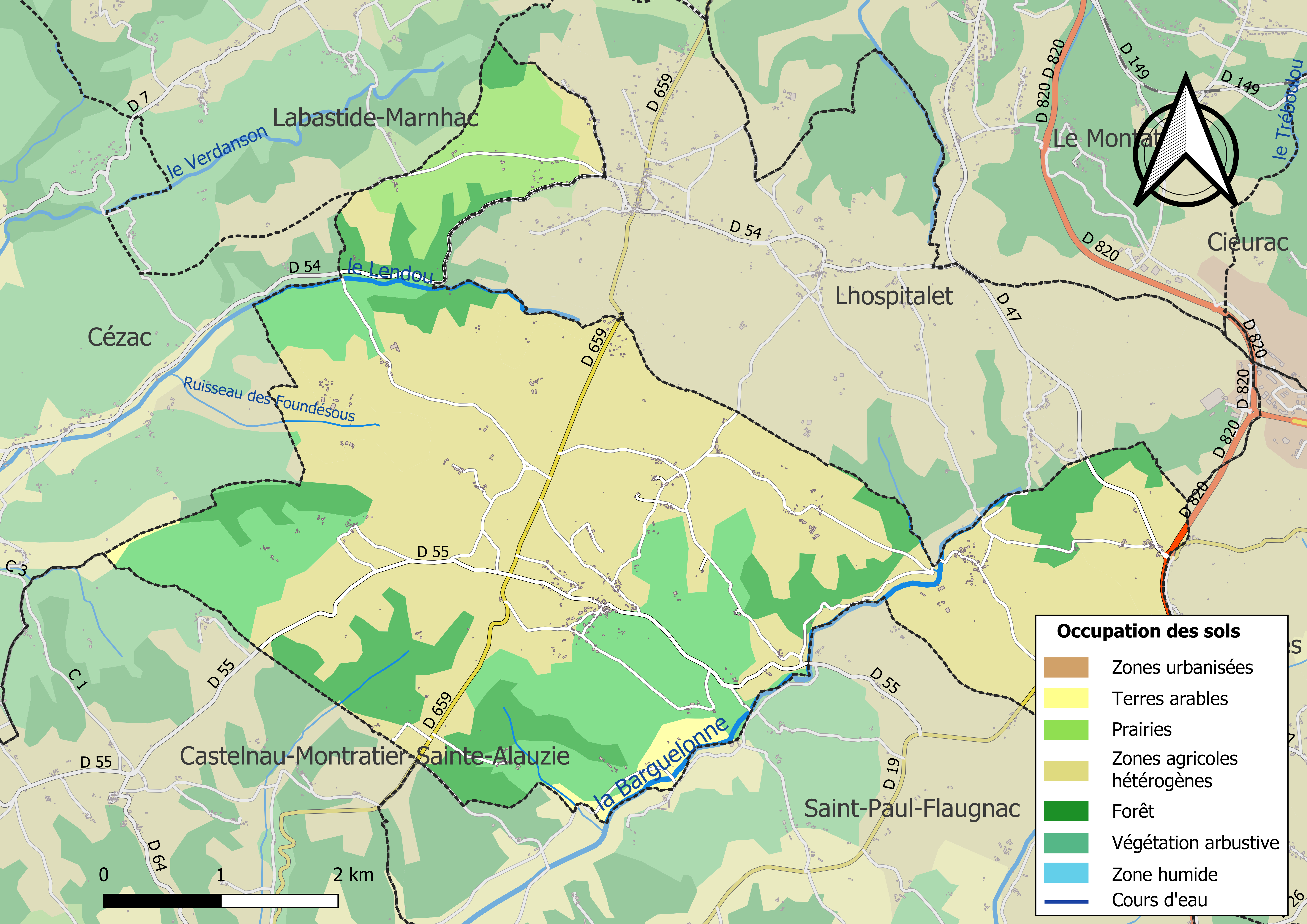
Kaart van de gemeente met de belangrijkste infrastructuur, bodemgebruik en omliggende gemeenten

## Demografie
Onderstaande figuur toont het verloop van het inwonertal.